# Páez (Miranda)
Páez é um município da Venezuela localizado no estado de Miranda.
A capital do município é a cidade de Río Chico.